# Liste der Studentenverbindungen in Bingen am Rhein
Die Liste der Studentenverbindungen in Bingen am Rhein verzeichnet die aktiven und suspendierten Studentenverbindungen in Bingen am Rhein, die unterschiedlichen Korporationsverbänden angehören und an der Technischen Hochschule Bingen ansässig sind.

## Aktive Verbindungen
Sie sind nach dem Gründungsdatum sortiert.
|  |
|  |
|  |
|  |
|  |

|  |
|  |
|  |
|  |
|  |

|  |
|  |
|  |
|  |
|  |

|  |
|  |
|  |
|  |
|  |

|  |
|  |
|  |
|  |
|  |

f.f. = farbenführend, ansonsten farbentragend

## Suspendierte und erloschene Verbindungen
Sie sind nach dem Gründungsdatum sortiert.
|  |
|  |
|  |
|  |
|  |

|  |
|  |
|  |
|  |
|  |

## Binger Altherren-Convent (BAHC)
Die Altherrenschaften der in Bingen ansässigen Verbindungen bilden einen gemeinsamen Binger Altherren-Convent.